# Isomorfisme musical
A matemàtiques, el  isomorfisme musical  és un isomorfisme entre el fibrat tangent {\displaystyle TM} i el fibrat cotangent {\displaystyle T^{*}M} d'una varietat riemanniana, que ve induït per la seva mètrica.

## Introducció
Una mètrica  g  en una varietat riemanniana  M  és un camp tensorial {\displaystyle g\in {\mathcal {T}}_{2}(M)} que és simètric, no degenerat i definit positiu. En fixar un dels dos paràmetres com un vector {\displaystyle v_{p}\in T_{p}M}, s'obté un isomorfisme de espais vectorials:
{\displaystyle {\hat {g}}_{p}:T_{p}M\longrightarrow T_{p}^{*}M}
definit per:
{\displaystyle {\hat {g}}_{p}(v_{p})=g(v_{p},-)}
és a dir,
{\displaystyle \langle {\hat {g}}_{p}(v_{p}),\omega _{p}\rangle =g_{p}(v_{p},\omega _{p})}
Globalment,
{\displaystyle {\hat {g}}:TM\longrightarrow T^{*}M}
és un difeomorfisme.

## Motivació per al nom
L'isomorfisme {\displaystyle {\hat {g}}} i la seva inversa {\displaystyle {\hat {g}}^{-1}} s'anomenen  isomorfismes musicals  perquè pugen i baixen els índexs dels vectors. Per exemple, un vector de  TM  s'escriu com {\displaystyle \alpha ^{i}{\frac {\partial }{\partial x^{i}}}} i un covector com {\displaystyle \alpha _{i}dx^{i}}, així que l'índex  i  puja i baixa en {\displaystyle \alpha } de la mateixa manera que els símbols sostingut ({\displaystyle \sharp }) i bemoll ({\displaystyle \flat }) pugen i baixen un semitò.

## Gradient
Els isomorfismes musicals es poden utilitzar per definir el gradient d'una funció diferenciable sobre una varietat riemanniana  M  com a:
{\displaystyle \nabla f=\mathrm {grad} \;f={\hat {g}}^{-1}\circ df=(df)^{\sharp }}